# Алексей Балабанов
Алексей Балабанов е съветски и руски филмов режисьор, сценарист и продуцент. Носител на наградата „Ника“ за режисьорската си работа върху „За изродите и хората“. За филма си „Брат“ печели Специалната награда на журито в Котбус, на фестивала в Хихон е отличен като най-добър режисьор за „Товар 200“.
Според българската кинокритичка Геновева Димитрова: „Алексей Октябринович Балабанов е най-последователният и ефективен експериментатор с абсурда не само в руското, а и в европейското кино. Независимо дали прави драма, екшън, комедия, мелодрама или „чернуха“, дали проповядва шовинизъм или русофобия, хуманизъм или мизантропия, той е неизменен екстремист на безумието“.

## Биография
Алексей Октябринович Балабанов е роден на 25 февруари 1959 г. в Свердловск, днес Екатеринбург. Като военнослужещ към транспортната авиация му се налага през 1982 – 1984 г. да участва във войната в Афганистан. Завършва факултета за преводачи към института за чуждестранни езици в град Горки, след което работи като асистент в Свердловската киностудия. През 1990 г. изкарва Висшите курсове за сценаристи и режисьори, след което се установява в Санкт Петербург.
Първия си игрален филм 26-годишният Балабанов снима през 1987. Сценарият е написан за една нощ. Този нискобюджетен филм е заснет в ресторант. Във филма свири групата „Наутилус Помпилиус“, с чийто вокалист Вячеслав Бутусов режисьорът се е познавал отдавна. В масовката са заснети посетителите на ресторанта.
През 1992 г. заедно с продуцента Сергей Сельянов той създава кинокомпания „СТВ“, с чиято подкрепа снима повечето от филмите си.
Първият пълнометражен филм на Алексей Балабанов е „Щастливи дни“ (1991). Неговите „Щастливи дни“ (пиесата на Самюъл Бекет е в основата на филма) са издържани в интонацията на уморена тъга и сякаш говорят за постмодерното изчерпване на културата. Многообразни стереотипи претъпкват филма, пълен със сенки не само на чуждестранни класици, но и на петербургчаните Гогол и Достоевски. Всичко това доближава филма до Франц Кафка, чийто „Замък“ става обект на следващата екранизация на Балабанов.
Широка известност на Балабанов донася филмът „Брат“ (1997). Филмът разказва историята на млад мъж, който става убиец. „Брат“ се превръща в един от култовите руски филми на 1990-те години, а изпълнителя на главната роля Сергей Бодров-младши започват да наричат герой на поколението. Заради неприязънта, която главният герой на филма изпитва към чужденците, Балабанов е обвинен в национализъм и ксенофобия.
През 1998 г. Балабанов прави филма „За изродите и хората“ сценария, на който е бил написан пет години по-рано, но не е могъл да го реализира поради липса на финансиране. Въпреки спорната тематика (филмът разказва за производителите на порнография в Руската империя) лентата печели наградата „Ника“ за най-добър филм.
През 2000 г. Балабанов снима „Брат 2“ – продължението на „Брат“. Действието във филма става в Русия и Съединените щати. Оказва се, (макар че Данила Багров във финала на първия филм тръгва „на стоп“ за Москва), че по пътя той размисля и решава „да прескочи“ до Ню Йорк и да го „щурмува“, за да се ориентира на място що за град е това и да въдвори ред.
Както „Брат-2“, така и „Война“ (2002) получават обвинения в политическа некоректност. След това Балабанов променя творческия си почерк и снима криминалната комедия „Жмичка“ (2005) и мелодрамата „Не ме боли“ (2006).
„Жмичка“ е пародия на „чернухата“. Посвещението е „на тези които преживяха 90-те“, а действието е ситуирано в Нижни Новгород през 1995 с финал в Москва, пред Кремъл.
Във филма „Товар 200“ (2007) авторът натуралистично показва опаката страна на късната съветска действителност по време на афганистанската война. Грозната и жестока страна на човешката природа, заставя редица известни актьори да откажат да се снимат във филма. Във филма специално е указано, че действието се развива през 1984 г. Според руския кинокритик Андрей Плахов препратката към метафоричния роман на Джордж Оруел за комунистическото бъдеще едва ли е случайна. Защото Балабанов ѝ противопоставя своята изстрадана метафора за непосилната тежест на непреодоляното комунистическо минало, смазващо и до днес руснаците.
„Морфин“ (2008) е създаден по сценарий на Сергей Бодров-младши. Балабанов е свободно екранизирал цикъла разкази на Михаил Булгаков „Записките на младия лекар“. Филмът е драма, разделена на 13 части.
През 2012 г. неговата лента „Огнярят“ (2010) открива предварителната програма на международния кинофестивал „София Филм Фест“. Филмът се фокусира върху живота на ветеран от войната в Афганистан, герой на Съветския съюз, който се препитава като обикновен огняр с прякор Якут. В неговия образ се превъплъщава един от любимите актьори на Балабанов Михаил Скрябин.
Последният му филм, „И аз искам“ (2012), излиза по екраните на Русия година преди смъртта му. В него се разказва за тайнствена камбанария, откъдето благодарение на свръхестествени сили човек може да се пренесе там, където цари вечно щастие. Само че малцина успяват да се доберат живи до това мистично място. Самият Балабанов се появява във филма си малко преди финала. Представя се за режисьор – член на Европейската киноакадемия и успява само да каже „аз също искам“ (я тоже хочу) преди да издъхне.
От този момент в интервютата си той започва да намеква за наближаването на смъртта и говори, че това ще бъде последният му филм.
Общо Балабанов прави 14 игрални филма, без да се броят неговите любителски и документални ленти.
На 18 май 2013 г., около 16 часа, работещ върху поредния сценарий, в санаториум „Дюни“ в град Сестрорецк (курортна зона на Санкт Петербург), Алексей Балабанов почива от сърдечен пристъп, на 54 години. Гражданска панихида в „Ленфилм“ не е била организирана по воля на режисьора. Опелото било на 21 май в катедралата Княз Владимир, погребението се състояло в Смоленското гробището в същия ден.
Продуцентът Сергей Селянов, един от най-верните приятели на режисьора, сподели пред „Интерфакс“, че Балабанов отдавна страдал от тежко хронично заболяване, за което са знаели само хора от най-близкото му обкръжение. С това може да се обясни и предчувствието му, че няма да може да осъществи последния си замисъл – филм за разбойническата младост на Сталин .

## Филмография
| Година | Име на български         | Име на руски       |
| ------ | ------------------------ | ------------------ |
| 1991   | Щастливи дни             | Счастливые дни     |
| 1994   | Замък                    | Замок              |
| 1995   | Пристигането на влака    | Прибытие поезда    |
| 1997   | Брат                     | Брат               |
| 1998   | За изродите и хората     | Про уродов и людей |
| 2000   | Братът в Чикаго (Брат 2) | Брат 2             |
| 2002   | Война                    | Война              |
| 2002   | Река                     | Река               |
| 2005   | Жмичка                   | Жмурки             |
| 2006   | Не ме боли               | Мне не больно      |
| 2007   | Товар 200                | Груз 200           |
| 2008   | Морфин                   | Морфий             |
| 2010   | Огнярят                  | Кочегар            |
| 2012   | И аз искам               | Я тоже хочу        |